# Lac des Joncs
Lac des Joncs är en sjö i Kanada.   Den ligger i regionen Estrie och provinsen Québec, i den sydöstra delen av landet, 400 km öster om huvudstaden Ottawa. Lac des Joncs ligger 390 meter över havet. Arean är 0,72 kvadratkilometer. Den ligger vid sjön Lac aux Araignées.Den sträcker sig 1,1 kilometer i nord-sydlig riktning, och 1,6 kilometer i öst-västlig riktning.
I omgivningarna runt Lac des Joncs växer i huvudsak blandskog. Runt Lac des Joncs är det mycket glesbefolkat, med 2 invånare per kvadratkilometer.